# Оксид-сульфат ртути(II)
Оксид-сульфат ртути(II) — неорганическое соединение,
оксосоль ртути и серной кислоты
с формулой (Hg3O2)SO4,
жёлтые кристаллы,
не растворяется в воде.

## Получение
- В природе встречается в виде минерала шутеита — (Hg3O2)SO4 [1].
- Является продуктом гидролиза сульфата ртути (II).

## Физические свойства
Оксид-сульфат ртути(II) образует жёлтые кристаллы
тригональной сингонии,
пространственная группа P 31,
параметры ячейки a = 0,70429 нм, c = 1,00166 нм, Z = 3
.
Не растворяется в воде.